# Micrurus remotus
Micrurus remotus är en ormart som beskrevs av Roze 1987. Micrurus remotus ingår i släktet korallormar, och familjen giftsnokar. Inga underarter finns listade i Catalogue of Life.
Denna orm förekommer i nordvästra Brasilien samt i angränsande regioner av Venezuela, Colombia och Peru. Arten lever i låglandet och i bergstrakter mellan 90 och 1700 meter över havet. Individerna vistas i regnskogar, molnskogar och andra fuktiga skogar. De rör sig främst på marken och de har ödlor samt andra ormar som föda. Micrurus remotus har liksom andra korallormar ett giftigt bett. Honor lägger ägg.
För beståndet är inga hot kända. IUCN listar arten som livskraftig (LC).